# Oedalea lanceolata
Oedalea lanceolata är en tvåvingeart som beskrevs av Axel Leonard Melander 1927. Oedalea lanceolata ingår i släktet Oedalea och familjen puckeldansflugor. Inga underarter finns listade i Catalogue of Life.